# ناثانيل شالوبه
ناثانيل شالوبه (Nathaniel Nyakie Chalobah) (12 ديسمبر 1994 في فريتاون في سيراليون – )؛ هو لاعب كرة قدم كان يلعب كلاعب وسط.

## وصلات خارجية
ناثانيل شالوبه على موقع الاتحاد الدولي (مؤرشف)  (الإنجليزية)
- ناثانيل شالوبه على موقع الاتحاد الأوربي (الإنجليزية)
- ناثانيل شالوبه على موقع قاعدة بيانات كرة القدم.إي يو (الإنجليزية)
- ناثانيل شالوبه على موقع ناشيونال فوتبول تيمز (الإنجليزية)
- ناثانيل شالوبه على موقع Soccerbase.com (لاعب) (الإنجليزية)
- ناثانيل شالوبه على موقع Soccerway.com (الإنجليزية)
- ناثانيل شالوبه على موقع عالم كرة القدم.نت (الإنجليزية)
- ناثانيل شالوبه على موقع AS.com (الإسبانية)